# Дзьвежути
Дзьвежути (пол. Dźwierzuty, нім. Mensguth) — село в Польщі, у гміні Дзьвежути Щиценського повіту Вармінсько-Мазурського воєводства.
Населення — 1686 осіб (2011).

## Демографія
Демографічна структура станом на 31 березня 2011 року:
|          | Загалом | Допрацездатний вік | Працездатний вік | Постпрацездатний вік |
| -------- | ------- | ------------------ | ---------------- | -------------------- |
| Чоловіки | 797     | 156                | 572              | 69                   |
| Жінки    | 889     | 169                | 533              | 187                  |
| Разом    | 1686    | 325                | 1105             | 256                  |